# 市民德熙
是一部2024年上映的韓國喜剧劇情片，根據真實事件改編，亦是獨立電影《善熙與瑟琪》導演朴英珠（박영주）執導的首部商業電影，由羅美蘭、孔明、廉惠蘭、朴秉恩、張允柱、李茂生及安恩真主演。2024年1月24日在韩国上映。

## 剧情概要
该片原型为2016年发生在韩国京畿道華城市经营一家小型洗衣店的金星子身上的故事，影片講述遭受電信詐騙的40多歲家庭主婦德熙（羅美蘭 飾）為了抓住犯罪組織的總負責人挺身而出的痛快故事。

## 演員陣容
- 羅美蘭 飾演 德熙[4][5]

因一通电话失去全部财产的平凡市民。德熙是每天都在努力生活的小市民，在为遭遇火灾的洗衣店寻找贷款方案的过程中，交易银行的孙代理向她推荐了贷款商品，因此陷入电信诈骗的陷阱。
- 孔明 飾演 載民[4][5]

向德熙推荐贷款商品的诈骗组织成员孙代理，载民隶属为了剥削青年而伪装成高薪兼职的电信诈骗组织，他向德熙发出隐秘的求助信号从而开始了两人的故事。
- 廉惠蘭 飾演 鳳林[4][5]

德熙洗衣店的同事，拥有出色的中文能力，支持德熙莽撞追踪犯人的「德复仇者联盟」成员。
- 朴秉恩 飾演 朴警官[8]

华城警察局智能搜查组警察，他不相信电信诈骗组织成员亲自举报的事实，虽同情被电信诈骗犯罪份子骗走全部财产的德熙，但他对难以追踪源头的电信诈骗案件已感到厌烦。
- 張允柱 飾演 淑子[4][5]

德熙洗衣店的同事，随身携带高级DSLR相机的前偶像「站姐」，和德熙有著同樣的推進力，為追蹤電信詐騙總負責人提供可靠的支援。
- 李茂生 飾演 吳明煥[8]

虽然能左右数千亿韩元，但从不向任何人表露自己存在的电信诈骗组织头目。
- 安恩真 飾演 藝林[4][9]

鳳林的妹妹，熟悉青岛地理的当地出租车司机，「德复仇者联盟」的行動隊長。
- 李柱昇 饰演 京哲[10]

被高薪兼职诱骗进入电信诈骗组织的成员。
- 成赫 飾演 大宇[11]

电信诈骗组织成员、总负责人的手下，电信诈骗呼叫中心的管理者，觊觎着总负责人的位置。
- 徐智厚 饰演 申警官
- 杨帆 饰演 陈
- 文東赫 饰演 泰成
- 安逍遥 饰演 恩美，银行职员，也是电信诈骗的受害者。
- 李海运 饰演 基范
- 李奎浩[12]饰演 大块头1
- 裴明镇 饰演 大块头3
- 金基茂 饰演 胁迫组组长
- 沈完俊 饰演 情报组组长
- 金松日 饰演 外交官
- 金子英 饰演 受害者2
- 申美英 饰演 托儿所阿姨
- 孙华玲 饰演 洗衣厂职员
- 金育浩 飾演 朴警官的同事[13]
- 崔熙真[14]饰演 福祉职员
- 鄭潤廈 饰演 华城银行职员
- 李养熙 饰演 律师
- 南仲圭[15]饰演 大学生
- 朴成根 饰演 智能搜查组组长（特别出演）
- 表苍园 饰演 犯罪专家（特别出演）
- David Lee 飾演 青島公安組長（特別出演）

## 製作

### 发展
2020年3月，媒体报道羅美蘭决定出演根据真实事件改编的电信诈骗题材新片《市民德熙》，独立电影《善熙與瑟琪》的导演朴英珠首次执导商业电影，计划于上半年开拍，受2019新型冠状病毒病疫情影响，具体拍摄时间仍可能发生变动；罗美兰经纪公司随后证实其正在洽谈出演。同年4月，媒体报道廉惠蘭有望出演该片，在片中饰演与主人公德熙一起抓住电信诈骗头目的凤林；该报道指出女性作为主人公的影片在韩国电影界相当稀少，出现由40-50岁年龄段的女演员引领的作品是非常值得高兴的事情。此后，媒体分别报道孔明、張允柱、安恩真有望加盟该片，该片亦会成为安恩真的大荧幕处女作。2020年9月，发行商Showbox正式宣布罗美兰、孔明、廉惠兰、张允柱、朴秉恩、李茂生及安恩真出演，该片由C-JeS娛樂与Page One Film（페이지원필름）共同制作，计划当年下半年开拍；金育浩亦于同月确认参演，在片中饰演一名警察。媒体报道成赫有望参演该片。崔熙真（최희진）、南仲圭（남중규）于2021年分别确认参演。

### 创作
导演朴英珠将自己期望的朋友模样和她从友情中获得的力量投射于片中德熙与朋友们之间友情，她在片中融合愉快的剧情和调查题材的想象力，期望在观影期间如朋友一般减轻观众的忧虑。朴英珠在为该片取材的过程中，发现电信诈骗受害者们的共同点的是承受着巨大的负罪感，这一点让她感到惋惜，因此朴英珠在创作该片时，虽有普通市民抓住诈骗总负责人的痛快剧情，但重点放在描述受害者摆脱负罪感的过程。片名中包含「市民」一词是朴英珠期望作为普通市民的受害者们经历各种事情后能顺利恢复往常的平凡生活。

### 拍摄
主体拍摄于2020年9月12日开始，同年12月杀青。

### 损益平衡点
韩国媒体最初报道该片损益平衡点约为150万观影人次，后修正至180万观影人次。

## 发行
该片曾计划于2023年在韩国上映。《中央日报》援引业内人士分析，由于韩国电影市场持续不景气，导致包括该片在内的数十部影片迟迟无法确定上映日期。2023年11月14日宣布定于2024年1月在韩国上映。
该片入围第26届远东电影节竞赛单元。

### 评价
韩国电影周刊《Cine21》共有3位影评人为该片打分，均分5.67/10分。

### 票房
在韩国上映首周（1月24日至1月28日）吸引超过47万人次到影院观影，连续5日蝉联单日票房冠军并夺得当周票房第一。上映的第三个周末适逢韩国春节假期（2月9日至2月11日），该片票房呈逆跌趋势，以35万余名观影人次获得当周周末票房榜第2名，力压当周上映的新片《Dead Man》《日日好狗日》《郊游》及《阿盖尔：神秘特工》，累计观影人次超过138万。
| 上一届： 《外星+人2：回到未來》 | 2024年韓國週末票房冠軍 第4週 | 下一届： 《旺卡》 |

## 奖项荣誉
| 年份   | 颁奖礼                     | 奖项                  | 入围者       | 结果 | 参考   |
| ------ | -------------------------- | --------------------- | ------------ | ---- | ------ |
| 2024年 | 第60届百想艺术大奖         | 电影部门 最佳新人导演 | 朴英珠       | 提名 | [ 39 ] |
| 2024年 | 第60届百想艺术大奖         | 电影部门 最佳女主角   | 羅美蘭       | 提名 | [ 39 ] |
| 2024年 | 第60届百想艺术大奖         | 电影部门 最佳女配角   | 廉惠蘭       | 提名 | [ 39 ] |
| 2024年 | 第60届百想艺术大奖         | GUCCI IMPACT AWARD    | 《市民德熙》 | 提名 | [ 39 ] |
| 2024年 | 第33屆釜日電影獎           | 最佳女主角            | 羅美蘭       | 提名 |        |
| 2024年 | 第33屆釜日電影獎           | 最佳女配角            | 廉惠蘭       | 提名 |        |
| 2024年 | 第44届韩国电影评论家协会奖 | 最佳女配角            | 廉惠蘭       | 獲獎 |        |
| 2024年 | 第44届黄金摄影奖           | 最佳女配角            | 廉惠蘭       | 獲獎 | [ 40 ] |
| 2024年 | 第45屆青龍電影獎           | 最佳女主角            | 羅美蘭       | 提名 |        |
| 2024年 | 第45屆青龍電影獎           | 最佳女配角            | 廉惠蘭       | 提名 |        |
| 2024年 | 第11届韩国电影制作人协会奖 | 最佳女配角            | 廉惠蘭       | 獲獎 |        |
| 2024年 | 年度女性电影人奖           | 年度女性电影人奖      | 罗美兰       | 獲獎 | [ 41 ] |
| 2024年 | 第32届大韩民国文化演艺大奖 | 电影部门 优秀演技奖   | 朴秉恩       | 獲獎 | [ 42 ] |